# Alexander Nübel
Alexander „Alex“ Nübel (* 30. September 1996 in Paderborn) ist ein deutscher Fußballspieler. Der Torwart steht seit 2020 beim FC Bayern München unter Vertrag und ist bis Sommer 2026 an den VfB Stuttgart ausgeliehen. Er ist Nationalspieler.

## Karriere

### Vereine

#### Jugend
Nübel wuchs im ostwestfälischen Salzkotten auf und begann beim TSV Tudorf, einem im Stadtteil Niederntudorf ansässigen Mehrspartensportverein, mit dem Fußballspielen. Er wechselte 2005 in die Jugendabteilung des SC Paderborn 07, in der er bis zur U14 zunächst noch als Feldspieler aktiv war. Dort rückte er zur Saison 2014/15 in den Profikader auf, blieb in der Saison jedoch ohne Einsatz.

#### FC Schalke 04
Anschließend wechselte er zum FC Schalke 04, bei dem er für die zweite Mannschaft in der Regionalliga West zum Einsatz kam. Am 34. Spieltag der Saison 2015/16 debütierte Nübel beim 4:1-Auswärtssieg gegen die TSG 1899 Hoffenheim in der Bundesliga, als er in der 90. Spielminute für den Stammtorhüter Ralf Fährmann eingewechselt wurde. Am letzten Spieltag der Saison 2017/18 bestritt Nübel beim 1:0-Sieg gegen Eintracht Frankfurt die zweite Halbzeit. Zu seinem ersten Startelf-Einsatz in der Bundesliga kam er am 20. Oktober 2018 beim 0:2 gegen Werder Bremen, als Fährmann kurzfristig verletzt ausfiel. Vier Tage später absolvierte er beim 0:0 gegen Galatasaray Istanbul sein erstes Champions-League-Spiel.
Nachdem er den kurzzeitig verletzten Mannschaftskapitän Ralf Fährmann in der Hinrunde der Saison 2018/19 bereits dreimal in der Bundesliga vertreten hatte, ging Nübel als Stammtorwart in die Rückrunde. Er absolvierte 18 Bundesligaspiele.
Zur Saison 2019/20 wurde er nach der Leihe Fährmanns nach England von Cheftrainer David Wagner zum neuen Mannschaftskapitän ernannt und blieb im Tor weiter die erste Wahl. Nachdem er am 15. Spieltag gegen Eintracht Frankfurt deren Spieler Mijat Gaćinović mit einem „Kung-Fu-Tritt“ gegen die Brust eine schwere Rippenprellung zugefügt hatte, wurde der Torhüter des Feldes verwiesen und für vier Spiele gesperrt. Während der Winterpause wurde bekannt, dass Nübel seinen zum Saisonende auslaufenden Vertrag nicht verlängern und anschließend zum FC Bayern München wechseln würde. Daraufhin wurde sein Teamkamerad Omar Mascarell von Wagner zum neuen Mannschaftskapitän ernannt. Nachdem Nübels Sperre abgelaufen war, verdrängte er Schubert ab dem 20. Spieltag und absolvierte die folgenden vier Spiele. Nach schlechten Leistungen wurde Markus Schubert, der Nübel bereits während dessen Sperre vertreten hatte, zum Stammtorhüter ernannt. Nachdem dieser in vier Spielen auch nicht hatte überzeugen können, kehrte Nübel am 29. Spieltag bis zum Saisonende ins Schalker Tor zurück. Insgesamt absolvierte er in dieser Spielzeit 26 Ligaspiele, davon 6 zu Null.

#### FC Bayern München
Anfang Januar 2020 verständigte sich Nübel mit dem FC Bayern München auf einen Wechsel zur Saison 2020/21 und unterschrieb einen Vertrag mit einer Laufzeit bis zum 30. Juni 2025. Als der Meistertitel bereits sportlich gewonnen worden und nachdem er einen Monat wegen eines Syndesmosebandanrisses ausgefallen war, setzte Trainer Hansi Flick ihn am vorletzten Spieltag in der Bundesliga ein. Im ersten Pokalspiel der Saison (3:0 gegen den 1. FC Düren) durfte Nübel den Stammkeeper Manuel Neuer ebenso vertreten wie in zwei Champions-League-Partien. Im April 2024 wurde seine Vertragslaufzeit mit dem FC Bayern bis zum Sommer 2029 verlängert.

#### Leihe nach Monaco
Zur Saison 2021/22 wechselte Nübel für zwei Jahre auf Leihbasis zur AS Monaco, die vom ehemaligen Bayern-Trainer Niko Kovač trainiert wurde. In der Vorbereitung setzt er sich bei den Monegassen, die in der Vorsaison die viertwenigsten Gegentore der Ligue 1 kassiert hatten, gegen den vormaligen Stammtorwart Benjamin Lecomte durch, der daraufhin seinerseits verliehen wurde. In der Liga stand Nübel über die volle Spielzeit im Tor und erneut mussten nur drei andere Teams noch weniger Gegentreffer hinnehmen. Der Torwart wurde im Anschluss an die Saison in der Rangliste des kicker in der Kategorie Deutsche im Ausland in die nationale Klasse einsortiert. Das Magazin sah eine Leistungssteigerung in der Rückrunde und lobte Nübels teils „spektakuläre“ Rettungstaten, kritisierte aber, dass er bisweilen Bälle erst „im Nachfassen“ hielte. Im Landespokal setzten Kovač und sein interimistischer Nachfolger Stéphane Nado auf Radosław Majecki, der neue Trainer Philippe Clement dann hingegen auf Vito Mannone. Im Halbfinale stand Nübel zwischen den Pfosten und scheiterte mit seinem Team im Elfmeterschießen am späteren Sieger FC Nantes; hierbei trafen alle gegnerischen Schützen gegen ihn.
Nachdem der AS Monaco die Qualifikation zur Champions League nicht gelungen war, starteten Nübel und seine Mannschaftskameraden im Sommer 2022 in der Europa League. In dieser wurden die Finalrunden-Play-offs erreicht, wohingegen man in der Ligue 1 auf Rang 6 überwinterte. Inmitten der Winterpause und im Anschluss an die Weltmeisterschaft 2022 brach sich Manuel Neuer privat das Schien- und Wadenbein, woraufhin ihm ein Ausfall für den Rest der Saison prognostiziert wurde. Folglich kontaktierte der FC Bayern Nübels Leihverein, da zu diesem Zeitpunkt nur Sven Ulreich über genügend Erfahrung verfügte, um Neuer längerfristig ersetzen zu können. Nübel selbst hatte aber bereits in der Vergangenheit gegenüber dem kicker angegeben, erst eine klare Perspektive beim FC Bayern haben zu wollen und eine Konstellation gemeinsam mit Neuer persönlich auszuschließen. Darüber hinaus gab der Keeper gegenüber verschiedenen Medien an, nicht mehr mit Bayerns Torwarttrainer Toni Tapalović zusammenarbeiten zu können. Auch die AS Monaco wollte ihren Leihspieler nicht freigeben, wie dieser später in einem Interview bestätigte. Aus den letzten sieben Ligaspielen holten Monaco und Nübel nur fünf Punkte, die letzten drei gingen gar alle verloren. Den Monegassen blieb so auf Platz 6 rangierend die erneute Qualifikation für den Europapokal verwehrt.

#### Leihe nach Stuttgart
Zur Vorbereitung auf die Saison 2023/24 kehrte Nübel kurzzeitig zum FC Bayern, den mittlerweile auch Tapalović verlassen hatte, zurück. Ende Juli 2023 wechselte er für ein Jahr auf Leihbasis zum Ligakonkurrenten VfB Stuttgart. Beim VfB setzte sich Nübel nach dem Wechsel von Florian Müller im Kampf um den Status als Nummer 1 gegen Fabian Bredlow durch, der diesen in der Rückrunde innegehabt hatte. Nübel kam in allen 19 Partien bis zur Winterpause zum Einsatz und kassierte im Schnitt ein Gegentor pro Spiel, neunmal war er für den Gegner gar nicht zu überwinden. Somit hatte der Schlussmann einen entscheidenden Anteil daran, dass Stuttgart das Viertelfinale im DFB-Pokal erreichte und auf Tabellenplatz 3 stehend die viertbeste Defensivreihe der Bundesliga stellte. Noch vor Saisonende wurde Nübels Leihvertrag beim VfB bis Sommer 2026 verlängert, zugleich erhielt er beim FC Bayern eine Vertragsverlängerung bis zum 30. Juni 2029. Im Rückrundenverlauf verpasste der Schlussmann verletzungsbedingt vier Spiele, in denen Bredlow im Tor stand. Gemeinsam sorgten die beiden Torhüter dafür, dass der VfB gemeinsam mit RB Leipzig ligaintern die zweitwenigsten Gegentore hinnehmen musste. Sie wurden mit der Mannschaft Vizemeister, qualifizierten sich nach 14 Jahren wieder für die Champions League und holten sogar zwei Zähler mehr als die Meistermannschaft der Saison 2006/07. Zuvor scheiterten die Stuttgarter im Pokalviertelfinale am späteren Turniersieger Bayer 04 Leverkusen.

### Nationalmannschaft
Unter DFB-Trainer Stefan Kuntz debütierte Nübel am 1. September 2017 bei der 1:2-Niederlage gegen Ungarn in der U21-Nationalmannschaft. Trotz der Niederlage war Nübel bis zum Ende seiner U21-Karriere 2019 Stammtorwart. Er spielte in der ganzen EM-Qualifikation. Nübel wurde schließlich in den Kader für die U21-EM 2019 berufen, wo er ebenfalls in allen Spielen zum Einsatz kam. Insgesamt kam er auf 17 Spiele, wo er jeweils der Startelf angehörte.
Im Mai 2024 wurde Nübel von Julian Nagelsmann neben Manuel Neuer, Marc-André ter Stegen und Oliver Baumann in den vorläufigen Kader für die Europameisterschaft 2024 berufen, aus dem noch ein Spieler gestrichen werden musste. Der Bundestrainer hatte zwar zunächst geäußert, mit vier Torhütern in die EM gehen zu wollen, wich aber von seinem ursprünglichen Plan ab und strich Nübel aus dem Aufgebot. Nach dem Rücktritt von Manuel Neuer war Nübel zunächst Ersatztorwart. Als der neue Stammtorwart Marc-André ter Stegen eine schwere Verletzung erlitt und damit monatelang ausfällt, kam Nübel zu seinem A-Länderspieldebüt im Rahmen der UEFA Nations League 2024/25 am 11. Oktober 2024 in Zenica beim 2:1-Sieg über die Nationalmannschaft Bosnien-Herzegowinas.

## Titel
- Deutscher Meister 2021 (FC Bayern München)
- Deutscher Pokalsieger: 2025 (VfB Stuttgart)